# Howardwick
Howardwick est une ville située au nord de la partie centrale du comté de Donley, au Texas, aux États-Unis,.

## Démographie
Lors du recensement de 2010, la ville comptait une population de 402 habitants. Elle est également estimée, en 2016, à 376 habitants.

### Source de la traduction
- (en) Cet article est partiellement ou en totalité issu de l’article de Wikipédia en anglais intitulé « Howardwick, Texas » (voir la liste des auteurs).